# Pinocchio (musikgrupp)
Pinocchio är en svensk trancemusikgrupp bestående av Marius Andries och Christian Rusch.
Pinocchio startade i mitten av 1990-talet av Andries. Han hade hjälp av främst Erik Färnert. Gruppen gjorde sig känd för remixversioner av andra artisters låtar, bland andra Pain, E-type och A-teens. Efter en längre paus återupptog Andries 2015 Pinocchio tillsammans med Christian Rusch.

## Diskografi

### Album
- 1999 – Trancesylvania

### Singlar och EP-skivor
- 1996 – Musical Expressions EP
- 1996 – Traces of Trance
- 1998 – Da Da Da
- 1998 – Flower on the Moon
- 1999 – Hypnotized
- 2000 – Down the Basement
- 2000 – Down the Basement 2000 Remix
- 2002 – Somebody Scream

2019 - No Strings Attached EP